# George Hudson (Jazzmusiker)
George Hudson (* 7. März 1910 in Stonewall, Mississippi; † 10. Juli 1996 in Brooklyn, Illinois) war ein US-amerikanischer Jazztrompeter, Bigband-Leader und Musikpädagoge.

## Leben und Wirken
Hudson wuchs in Birmingham (Alabama) auf, lernte zunächst Piano und wechselte schließlich zur Trompete. Seine Familie zog nach Pittsburgh, wo er die Highschool und das Musikkonservatorium besuchte. Nach seiner Graduierung begann er seine professionelle Karriere bei Zach Whytes Chocolate Beau Brummels, einer bekannten Territory Band. Nachdem er bei den Kansas City Blue Devils und bei Bennie Moten wirkte, ging er 1930 ging zu Alphonse Trent. In Little Rock verließ er die Trent-Band, lebte in Oklahoma und zog schließlich nach Kansas City, wo er kurzzeitig bei den Oklahoma Blue Devils und Bennie Moten spielte; in St. Louis wechselte er 1934 zum Jeter-Pillars Orchestra, wo er Lead-Trompeter wurde; 1937 entstanden vier Plattenseiten für Decca. 1938 wechselte er vom Jeter-Pillars Orchestra zu Dewey Jackson.
1941 verließ er Dewey Jackson, um 1942 sein eigenes Orchester zu gründen, mit dem er auf Tournee ging und unter anderem im Apollo Theater spielte, 1944 löste es das Jeter-Pillars als Hausband im Plantation Club von St. Louis ab. Zu seinen Musikern gehörten u. a. Singleton Palmer und Lloyd Smith. In den Nachkriegsjahren spielten später bekannte Musiker wie Oliver Nelson, Clark Terry oder Ernie Wilkins in Hudsons Band, die ausgedehnte Tourneen durch den Osten und den Mittleren Westen unternahm und u. a. auch im New Yorker Apollo Theater konzertierte. Der junge Ahmad Jamal wurde während seines Seniorjahres auf der Highschool von Hudson entdeckt und ging ebenfalls mit ihm auf Tournee.
1949 entstanden vier Titel für das Rhythm-and-Blues-Label King Records (It’s Love, Put it on the Cuff, Appleyard Boogie und There’s No Sweeter); außerdem wirkte Hudson 1949/50 im Orchester der Schlagzeugers Teddy Stewart bei den Mercury-Sessions von Dinah Washington mit, zu hören etwa in „Good Daddy Blues“, #8 der RB-Charts 1949.
Mit dem Niedergang der großen Big Bands musste er die Reisetätigkeit mit dem Orchester aufgeben; es bestand ab 1950 nur noch auf lokaler Ebene weiter. Im Hauptberuf war er von 1950 bis 1985 als Musiklehrer an der Lovejoy Highschool in Brooklyn (Illinois) tätig und gründete und leitete dort eine Marching Band, die zahlreiche Preise gewann und vor Präsident Kennedy und Präsidentschaftskandidat Adlai Stephenson konzertierte; zu seinen Schülern gehörten u. a. Hamiet Bluiett und Prince Wells III.
George Hudson wurde sowohl an seinem Heimatort Birmingham als auch in St. Louis in die Jazz Hall Of Fame aufgenommen. 
Er ist nicht mit dem gleichnamigen Jazztrompeter zu verwechseln, der in den 1950er Jahren im Sun Ra Arkestra spielte.